# Karamoúllides
Karamoúllides (grec moderne : Καραμούλληδες) est un village de Chypre de plus de 33 habitants.